# Notfahrkarte

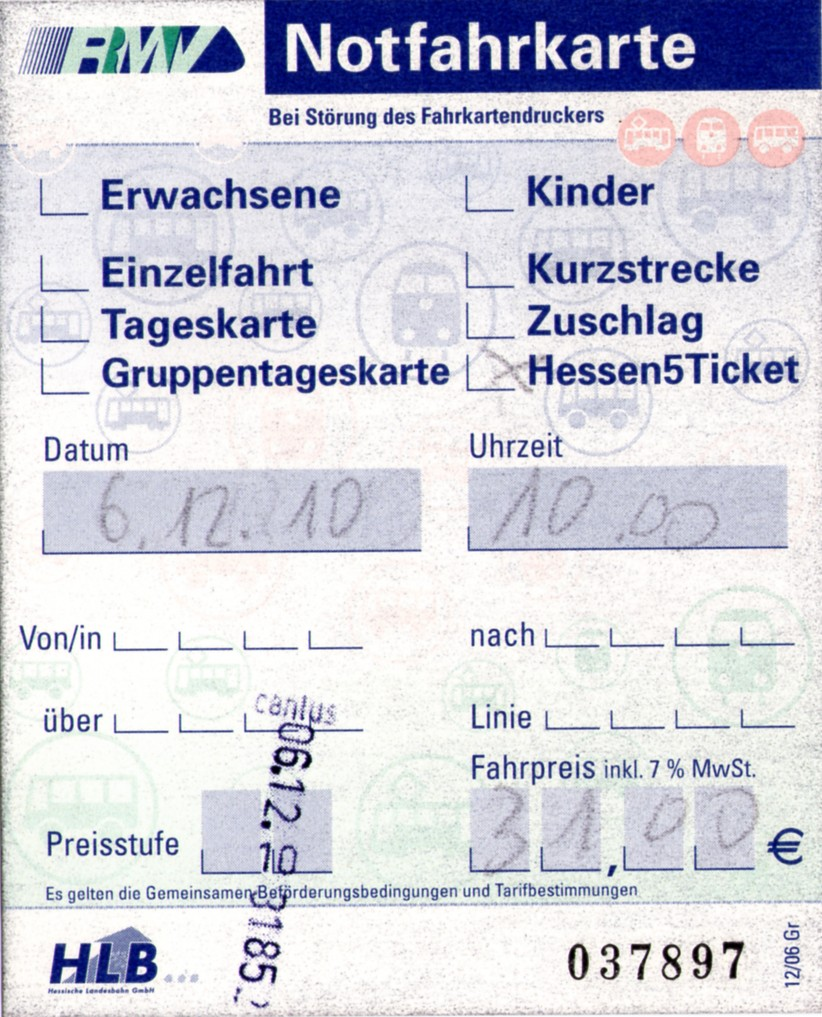
Notfahrkarte RMV/HLB, ausgegeben vom NVV (cantus Verkehrsgesellschaft)

Eine Notfahrkarte ist ein Beförderungsdokument, das von einigen Verkehrsverbünden im Falle des Fehlens oder der Störung eines Fahrkartenautomates durch das Service- oder Begleitpersonal an den Fahrgast ausgegeben wird.
Die Notfahrkarte birgt für den Fahrgast keinerlei Nachteile. Wird eine Notfahrkarte ausgestellt, muss man nichts zusätzlich bezahlen. Das wäre normalerweise der Fall, wenn ein Fahrkartenautomat nicht genutzt worden ist.